# Liste der Haltestellen der Stadtbahn Stuttgart

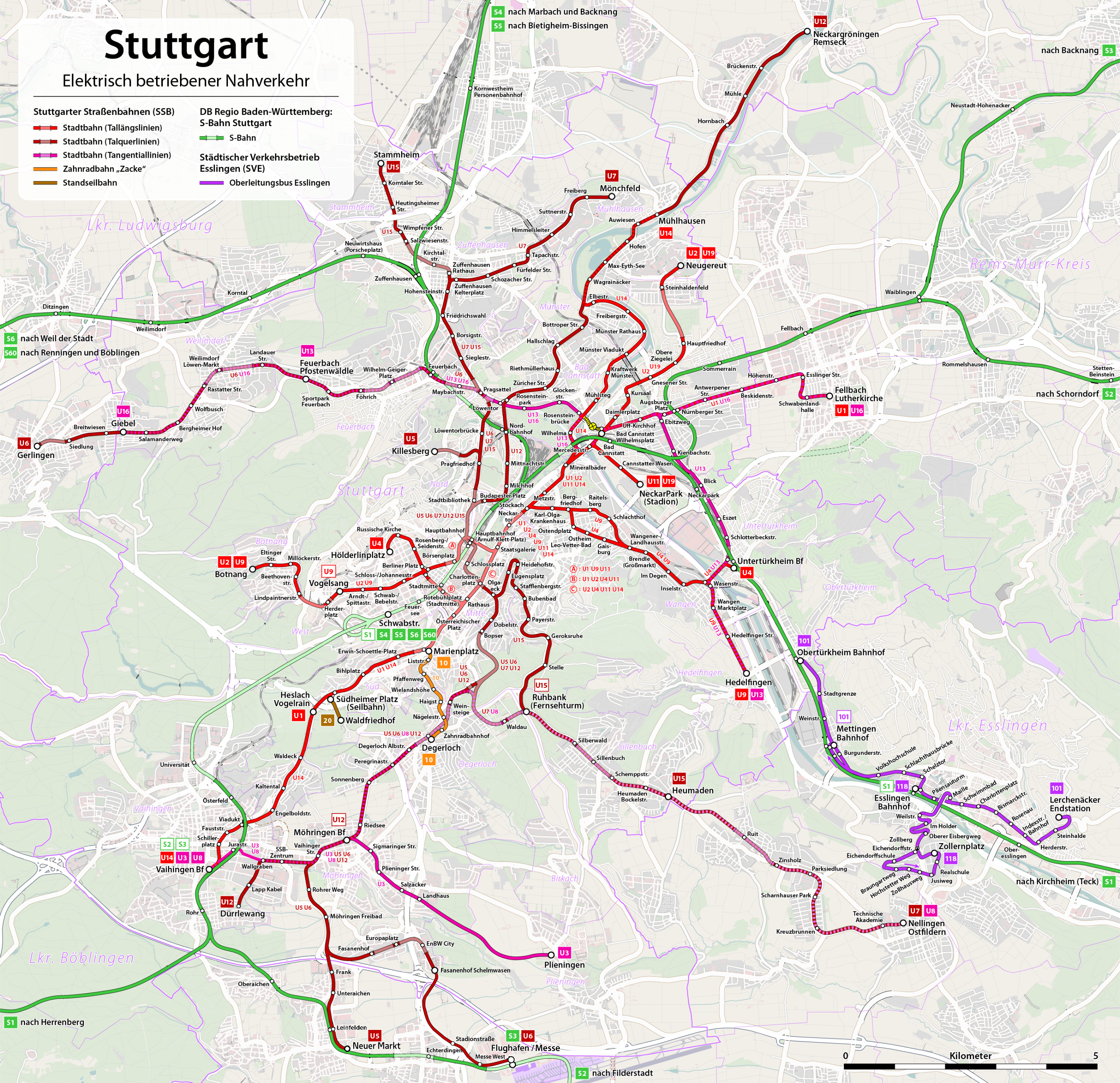
Netzplan

Die Liste der Haltestellen der Stadtbahn Stuttgart beinhaltet alle bestehenden Haltestellen der Stadtbahn in Stuttgart und den umliegenden Städten, die von der Stadtbahn erschlossen werden. Ein Teil der Haltestellen geht weit zurück bis auf den Straßenbahnverkehr der seit 1868 in Stuttgart bestand. 
Eine Besonderheit stellen zahlreiche Haltestellen dar, die sich zwar in Tieflage befinden, aber komplett oder teilweise nach oben hin offen sind. Ebenso jene Haltestellen, die sich in der Tunnelrampe befinden oder gar bereits ein Teil des Tunnelportal selbst sind. Alle Haltestellen verfügen über Hochbahnsteige, die einen stufenlosen Einstieg in die Stadtbahnen gewährleisten.
Die Liste ist folgendermaßen aufgebaut:
- Name: Name der Haltestelle
- Linie: Stadtbahnlinien, die die Haltestelle bedienen
- Eröffnung: Jahr der Eröffnung des Bauwerks. Bei Haltestellen, die mit einem Stern (*) gekennzeichnet sind, handelt es sich um das Datum, an dem der normalspurige Stadtbahnverkehr aufgenommen wurde
- Lage: Lage der Haltestelle
- Stadt: Stadt, in der sich die Haltestelle befindet
- Stadtteil (Stadtbezirk): Stadtteil, in dem sich die Haltestelle befindet. In Klammern befindet sich der Stadtbezirk.
- Anmerkungen: Anmerkungen zur Haltestelle
- Sehenswürdigkeiten: Sehenswürdigkeiten und Bauwerke in einem Umkreis von 500 Metern
- Bild: Bild der Haltestelle, in der Regel des Bahnsteigs

Rot unterlegte Stationen sind geschlossen.
Gelb unterlegte Stationen sind in Bau.
| Name                                                                    | Linie                                    | Eröffnung                            | Lage                                          | Länge                                                                            | Stadt                   | Stadtteil (Stadtbezirk)                                | Anmerkungen | Sehenswürdigkeiten / Bauwerke | Bild                                                      |
| ----------------------------------------------------------------------- | ---------------------------------------- | ------------------------------------ | --------------------------------------------- | -------------------------------------------------------------------------------- | ----------------------- | ------------------------------------------------------ | --- | --- | --------------------------------------------------------- |
| Antwerpener Straße 48° 48′ 30″ N, 9° 14′ 35″ O                          | U1 · U16                                 | 19. Apr. 1986 *                      | Oberirdisch                                   | 80 m (bis 2024: 40 m)                                                            | Stuttgart               | Espan (Bad Cannstatt)                                  | Ehemals Friedrich-List-Heim. Erschließt auch den Stadtteil Im Geiger. | | Antwerpener Straße                                        |
| Arndt-/Spittastraße 48° 46′ 30″ N, 9° 9′ 3″ O                           | U2 · U9                                  | 30. Sep. 1989 *                      | Oberirdisch                                   | 40 m                                                                             | Stuttgart               | Vogelsang (West)                                       | | | Arndt-/Spittastraße                                       |
| Augsburger Platz 48° 48′ 21″ N, 9° 13′ 51″ O                            |                                          | 19. Apr. 1986 *                      | Oberirdisch                                   | 40 m                                                                             | Stuttgart               | Schmidener Vorstadt (Bad Cannstatt)                    | Am Augsburger Platz treffen sich die Grenzen der Stadtteile Schmidener Vorstadt, Winterhalde, Kurpark und Seelberg. 2010 Ersatz der Haltestelle der U13, die vorletzte ohne Hochbahnsteige, durch Ebitzweg. Haltestelle der U1/U16: aufgrund von Kurvenlage keine Bahnsteigverlängerung, sondern Ersatz durch die gleichnamige Haltestelle 130 Meter weiter stadtauswärts. Sperrung und mittelfristig Rückbau.                                         | Sankt-Anna-Klinik, Kurpark. | Augsburger Platz                                          |
| Augsburger Platz 48° 48′ 21″ N, 9° 13′ 57″ O                            | U1 · U16                                 | 8. Feb. 2025                         | Oberirdisch                                   | 80 m                                                                             | Stuttgart               | Schmidener Vorstadt (Bad Cannstatt)                    | Ersatz für die gleichnamige Haltestelle 130 Meter weiter stadteinwärts. | Haltepunkt Stuttgart Nürnberger Straße | Bild gesucht BW                                           |
| Auwiesen 48° 50′ 22″ N, 9° 13′ 30″ O                                    | U12 · U14                                | 12. Juli 1986 *                      | Oberirdisch                                   | 80 m (bis 2017: 40 m)                                                            | Stuttgart               | Mühlhausen (Mühlhausen)                                | | Kirche Sankt Barbara, Burg Hofen (Ruine) | Auwiesen                                                  |
| Bad Cannstatt Wilhelmsplatz 48° 48′ 10″ N, 9° 12′ 57″ O                 | U1 · U2 · U13 · U16 · U19                | 19. Apr. 1986 *                      | Oberirdisch                                   | 80 m (bis 2018: 40 m)                                                            | Stuttgart               | Cannstatt-Mitte (Bad Cannstatt)                        | Der Wilhelmsplatz ist ein Keilbahnhof mit zwei Teilen. Umsteigemöglichkeit am Bahnhof Bad Cannstatt. | Historische Altstadt, Stadtmauer, Fußgängerzone | Wilhelmsplatz                                             |
| Bad Cannstatt Wilhelmsplatz 48° 48′ 12″ N, 9° 12′ 56″ O                 |                                          | 13. Sep. 1997 *                      | Oberirdisch                                   | 40 m (bis 2010: 40 m tief)                                                       | Stuttgart               | Cannstatt-Mitte (Bad Cannstatt)                        | Haltestelle in der Badstraße, erhielt als letzte Haltestelle Hochbahnsteige. Seit der Sperrung der Rosensteinbrücke bis auf Weiteres außer Betrieb. | | Badstraße                                                 |
| Beethovenstraße 48° 46′ 38″ N, 9° 8′ 0″ O                               | U2 · U9                                  | 24. Sep. 1994                        | Oberirdisch                                   | 40 m                                                                             | Stuttgart               | Botnang-Ost (Botnang)                                  | | | Beethovenstraße                                           |
| Bergfriedhof (Merz-Akademie) 48° 47′ 21″ N, 9° 12′ 20″ O                | U4 · U9                                  | 30. Sep. 1989 *                      | Oberirdisch                                   | 40 m                                                                             | Stuttgart               | Ostheim (Ost)                                          | Die Hochbahnsteige stehen versetzt zueinander. | Bergfriedhof, Hauptzollamt | Bergfriedhof                                              |
| Bergheimer Hof 48° 48′ 15″ N, 9° 6′ 3″ O                                | U6 · U16                                 | 26. Sep. 1992 *                      | Oberirdisch                                   | 80 m                                                                             | Stuttgart               | Bergheim (Weilimdorf)                                  | | | Bergheimer Hof                                            |
| Berliner Platz (Hohe Straße) 48° 46′ 38″ N, 9° 10′ 7″ O                 | U1 · U2 · U4                             | 12. Juli 1986 *                      | Oberirdisch                                   | 40 m                                                                             | Stuttgart               | Neue Vorstadt (Mitte)                                  | Ehemals Berliner Platz (Fritz-Elsas-Straße). | Kultur- und Kongresszentrum Liederhalle, Hoppenlaufriedhof | Berliner Platz (Hohe Straße)                              |
| Berliner Platz (Liederhalle) 48° 46′ 43″ N, 9° 10′ 8″ O                 | U1 · U9 · U11                            | 12. Juli 1986 *                      | Oberirdisch                                   | 80 m (bis 2006: 40 m)                                                            | Stuttgart               | Universität (Mitte)                                    | | Kultur- und Kongresszentrum Liederhalle, Hoppenlaufriedhof | Berliner Platz (Liederhalle)                              |
| Berliner Platz (Liederhalle) 48° 46′ 43″ N, 9° 10′ 3″ O                 | U4                                       | 14. Dez. 2002 *                      | Oberirdisch                                   | 40 m                                                                             | Stuttgart               | Rosenberg (West)                                       | | Kultur- und Kongresszentrum Liederhalle, Hoppenlaufriedhof | Berliner Platz (Liederhalle) U4                           |
| Beskidenstraße 48° 48′ 37″ N, 9° 15′ 14″ O                              | U1 · U16                                 | 19. Apr. 1986 *                      | Oberirdisch                                   | 40 m (ab 2024: 80 m)                                                             | Stuttgart               | Espan (Bad Cannstatt)                                  | Erschließt den Stuttgarter Stadtteil Im Geiger, und den Fellbacher Stadtteil Lindle | Theodor-Heuss-Kaserne | Beskidenstraße                                            |
| Bihlplatz 48° 45′ 35″ N, 9° 9′ 5″ O                                     | U1 · U14                                 | 19. Apr. 1986 *                      | Oberirdisch                                   | 40 m (ab 2026: 80 m)                                                             | Stuttgart               | Heslach (Süd)                                          | Die 2 Seitenbahnsteige liegen in einiger Entfernung zueinander. | Kreuzkirche | Bihlplatz                                                 |
| Blick 48° 47′ 36″ N, 9° 14′ 32″ O                                       | U13                                      | 13. Sep. 1997 *                      | Oberirdisch                                   | 40 m                                                                             | Stuttgart               | Untertürkheim (Untertürkheim)                          | Liegt ganz im Norden Untertürkheims. Lediglich die Ostseite ist bebaut. Auf der Westseite gibt es ausgedehnte Bahnanlagen. | | Blick                                                     |
| Bopser 48° 46′ 5″ N, 9° 11′ 2″ O                                        | U5 · U6 · U7 · U12                       | 26. Sep. 1987                        | Tunnelportal                                  | 80 m                                                                             | Stuttgart               | Dobel (Mitte)                                          | Grenzt an den Stadtteil Bopser im Stadtbezirk Süd | Weißenburgpark | Bopser                                                    |
| Borsigstraße 48° 49′ 10″ N, 9° 10′ 32″ O                                | U7 · U15                                 | 3. Nov. 1990 *                       | Oberirdisch                                   | 80 m (bis 2008: 40 m + 40 m tief)                                                | Stuttgart               | Feuerbach-Ost (Feuerbach)                              | Im Mittelstreifen der Heilbronner Straße. Erschließt ein nahezu reines Gewerbegebiet. | | Borsigstraße                                              |
| Botnang 48° 46′ 43″ N, 9° 7′ 20″ O                                      | U2 · U9                                  | 24. Sep. 1994                        | Oberirdisch                                   | 80 m                                                                             | Stuttgart               | Botnang-Süd (Botnang)                                  | Endhaltestelle der U2 und U9. | | Botnang                                                   |
| Bottroper Straße (BiL-Schulen) 48° 49′ 15″ N, 9° 12′ 36″ O              | U12                                      | 9. Dez. 2017                         | Einschnitt                                    | 80 m                                                                             | Stuttgart               | Münster (Münster)                                      | Östlich schließt direkt der 500 m lange Tunnel hinunter ins Neckartal an. Direkt an der Grenze zum Stadtteil Hallschlag im Bezirk Bad Cannstatt. | | Bottroper Straße                                          |
| Börsenplatz (L-Bank) 48° 46′ 49″ N, 9° 10′ 37″ O                        | U1 · U9 · U11                            | 9. Apr. 1976                         | Tunnel                                        | 120 m                                                                            | Stuttgart               | Universität (Mitte)                                    | Ehemalige Namen: - 1976–1985: Universität - 1985–1994: Keplerstraße - 1994–2004: Keplerstraße (Friedrichsbau) - 2004–2006: Friedrichsbau (Börse) - 2006–2015: Börsenplatz | Friedrichsbau, Uni-Campus Mitte, Börse Stuttgart, Haus der Wirtschaft, | Börsenplatz                                               |
| Breitwiesen 48° 48′ 9″ N, 9° 4′ 57″ O                                   | U6                                       | 3. Okt. 1993                         | Oberirdisch                                   | 80 m                                                                             | Gerlingen               | Gehenbühl                                              | | | Breitwiesen                                               |
| Brendle (Großmarkt) 48° 46′ 54″ N, 9° 13′ 36″ O                         | U4 · U9                                  | 30. Sep. 1989 *                      | Oberirdisch                                   | 40 m                                                                             | Stuttgart               | Gaisburg (Ost)                                         | | | Brendle                                                   |
| Brückenstraße 48° 52′ 0″ N, 9° 15′ 29″ O                                | U12                                      | 22. Mai 1999                         | Oberirdisch                                   | 80 m (bis 2017: 40 m)                                                            | Remseck am Neckar       | Aldingen                                               | | | Brückenstraße                                             |
| Bubenbad (IB-Jugendgästehaus) 48° 46′ 24″ N, 9° 11′ 41″ O               | U15                                      | 8. Dez. 2007                         | Oberirdisch                                   | 40 m                                                                             | Stuttgart               | Gänsheide (Ost)                                        | | Villa Reitzenstein | Bubenbad                                                  |
| Budapester Platz 48° 47′ 26″ N, 9° 11′ 9″ O                             | U12                                      | 9. Dez. 2017                         | Brücke                                        | 80 m + 40 m tief (Gleis 1)                                                       | Stuttgart               | Europaviertel (Mitte)                                  | Arbeitstitel Wolframstraße. Auf einer Brücke über der Wolframstraße. | Stadtbibliothek, Milaneo | Budapester Platz                                          |
| Cannstatter Wasen 48° 47′ 48″ N, 9° 13′ 12″ O                           | U11 · U19                                | 24. Sep. 1988                        | Oberirdisch                                   | 80 m                                                                             | Stuttgart               | Wasen (Bad Cannstatt)                                  | Im Nordosten grenzt der Stadtteil Veielbrunnen an die Haltestelle, im Südwesten der Festplatz. Bei Großveranstaltungen auf dem Wasengelände endet die Linie U11 hier. | Cannstatter Wasen, Feuerwache Bad Cannstatt, Straßenbahnmuseum | Cannstatter Wasen                                         |
| Charlottenplatz (Ebene -1) 48° 46′ 33″ N, 9° 10′ 58″ O                  | U5 · U6 · U7 · U12 · U15                 | 17. Mai 1967                         | Tunnel                                        | 80 m + 60 m tief                                                                 | Stuttgart               | Rathaus und Oberer Schlossgarten (Mitte)               | Ebene -1 war als reine Verteilerebene geplant. Der Bau eines Regenrückhaltebeckens und Kostengründe führten dazu, dass zum Umsteigen bis zu drei Treppen zu besteigen sind. | Wilhelmspalais, Altes Waisenhaus, Karlsplatz, Markthalle, Altes Schloss, Neues Schloss, Landtag, Württ. Landesmuseum, Württ. Landesbibliothek, Hauptstaatsarchiv, Bohnenviertel, Staatstheater, Oberer Schlossgarten | Charlottenplatz -1                                        |
| Charlottenplatz (Ebene -2) 48° 46′ 36″ N, 9° 10′ 59″ O                  | U2 · U4 · U11 · U14                      | 10. Mai 1966                         | Tunnel                                        | 120 m                                                                            | Stuttgart               | Rathaus und Oberer Schlossgarten (Mitte)               | Erste unterirdische Haltestelle in Stuttgart. | Wilhelmspalais, Altes Waisenhaus, Karlsplatz, Markthalle, Altes Schloss, Neues Schloss, Landtag, Württ. Landesmuseum, Württ. Landesbibliothek, Hauptstaatsarchiv, Bohnenviertel, Staatstheater, Oberer Schlossgarten | Charlottenplatz -2                                        |
| Daimlerplatz 48° 48′ 19″ N, 9° 13′ 8″ O                                 | U2 · U19                                 | 22. Juni 2002 *                      | Oberirdisch                                   | 40 m                                                                             | Stuttgart               | Kurpark (Bad Cannstatt)                                | Erschließt auch Teile des Stadtteils Cannstatt-Mitte. Die Haltestelle befindet sich in der Mitte eines Kreisverkehrs. | | Daimlerplatz                                              |
| Degerloch 48° 44′ 56″ N, 9° 10′ 8″ O                                    | U5 · U6 · U8 · U12                       | 3. Nov. 1990                         | Tunnel                                        | 120 m                                                                            | Stuttgart               | Degerloch (Degerloch)                                  | | Historisches Ortszentrum | Degerloch                                                 |
| Degerloch Albstraße 48° 44′ 47″ N, 9° 9′ 48″ O                          | U5 · U6 · U8 · U12                       | 3. Nov. 1990 *                       | Oberirdisch                                   | 80 m                                                                             | Stuttgart               | Degerloch (Degerloch)                                  | Westlich der Haltestelle befindet sich ein Abstellgleis. Östlich der Haltestelle befindet sich die westliche Rampe des 1139 m langen Tunnels unter Degerloch. | Park&Ride Albstraße | Degerloch Albstraße                                       |
| Dobelstraße 48° 46′ 11″ N, 9° 11′ 10″ O                                 | U5 · U6 · U7 · U12                       | 3. Nov. 1990 *                       | Oberirdisch                                   | 80 m                                                                             | Stuttgart               | Dobel (Mitte)                                          | | Zahlreiche historische Villen entlang der Sonnenbergstraße und Stafflenbergstraße | Dobelstraße                                               |
| Dürrlewang 48° 43′ 9″ N, 9° 7′ 5″ O                                     | U12                                      | 13. Mai 2016                         | Oberirdisch                                   | 80 m                                                                             | Stuttgart               | Dürrlewang (Vaihingen)                                 | Endpunkt der U12. | | Dürrlewang                                                |
| Ebitzweg 48° 48′ 13″ N, 9° 13′ 55″ O                                    | U13                                      | 12. Dez. 2010                        | Oberirdisch                                   | 40 m                                                                             | Stuttgart               | Winterhalde (Bad Cannstatt)                            | Direkt neben dem Haltepunkt Stuttgart Ebitzweg. Liegt direkt an der Grenze zum Stadtteil Seelberg. Ersatz für Augsburger Platz der U13. | Staatliche Münze | Ebitzweg                                                  |
| Elbestraße 48° 49′ 32″ N, 9° 12′ 46″ O                                  | U14                                      | 12. Juli 1986 *                      | Oberirdisch                                   | 40 m                                                                             | Stuttgart               | Münster (Münster)                                      | | | Elbestraße                                                |
| Eltinger Straße 48° 46′ 45″ N, 9° 7′ 37″ O                              | U2 · U9                                  | 24. Sep. 1994                        | Oberirdisch                                   | 40 m                                                                             | Stuttgart               | Botnang-Ost (Botnang)                                  | | | Eltinger Straße                                           |
| EnBW-City 48° 42′ 43″ N, 9° 10′ 3″ O                                    | U6                                       | 11. Dez. 2010                        | Tunnel                                        | 80 m                                                                             | Stuttgart               | Fasanenhof-Ost (Möhringen)                             | Ursprünglich Eichwiesenring. Haltestelle in Tieflage, die aber einen Schlitz nach oben hin geöffnet ist. Liegt in einem reinen Gewerbegebiet. Nördlich schließt direkt der 550 m lange Tunnel unter der B 27 Richtung Europaplatz an. | | EnBW-City                                                 |
| Engelboldstraße 48° 44′ 15″ N, 9° 7′ 41″ O                              | U14                                      | 19. Apr. 1986 *                      | Oberirdisch                                   | 40 m                                                                             | Stuttgart               | Kaltental (Süd)                                        | Ganz im Süden des Stadtteils. | | Engelboldstraße                                           |
| Erwin-Schoettle-Platz (Marienhospital) 48° 45′ 46″ N, 9° 9′ 36″ O       | U1 · U14                                 | 19. Apr. 1986 *                      | Oberirdisch                                   | 40 m (ab 2026: 80 m)                                                             | Stuttgart               | Heslach (Süd)                                          | Ehemals Schreiberstraße. | Matthäuskirche, Alte Feuerwache, Hallenbad Heslach | Erwin-Schoettle-Platz                                     |
| Esslinger Straße 48° 48′ 44″ N, 9° 16′ 10″ O                            | U1 · U16                                 | 19. Apr. 1986 *                      | Oberirdisch                                   | 80 m (bis 2024: 40 m)                                                            | Fellbach                |                                                        | | | Esslinger Straße                                          |
| Eszet 48° 47′ 15″ N, 9° 14′ 48″ O                                       | U13                                      | 13. Sep. 1997 *                      | Oberirdisch                                   | 40 m                                                                             | Stuttgart               | Untertürkheim (Untertürkheim)                          | Benannt nach der ehemaligen Schokoladenfabrik Eszet, die 1975 ihre Produktion in Untertürkheim einstellte. | | Eszet                                                     |
| Eugensplatz (Jugendherberge) 48° 46′ 41″ N, 9° 11′ 26″ O                | U15                                      | 8. Dez. 2007                         | Oberirdisch                                   | 40 m                                                                             | Stuttgart               | Diemershalde (Mitte)                                   | | Eugenstaffel, Galateabrunnen | Eugensplatz                                               |
| Europaplatz 48° 42′ 44″ N, 9° 9′ 37″ O                                  | U6                                       | 11. Dez. 2010                        | Einschnitt                                    | 80 m                                                                             | Stuttgart               | Fasanenhof (Möhringen)                                 | Die Haltestelle befindet sich zwischen zwei Tunneln, ist aber nach oben hin komplett offen. | | Europaplatz                                               |
| Fasanenhof (Bonhoefferkirche) 48° 42′ 37″ N, 9° 9′ 11″ O                | U6                                       | 11. Dez. 2010                        | Einschnitt                                    | 80 m                                                                             | Stuttgart               | Fasanenhof (Möhringen)                                 | Im Osten der komplett offenen Haltestelle schließt direkt der rund 470 m lange Tunnel zur Haltestelle Europaplatz an. | | Fasanenhof                                                |
| Fauststraße 48° 43′ 55″ N, 9° 6′ 55″ O                                  | U14                                      | 19. Apr. 1986 *                      | Oberirdisch                                   | 40 m                                                                             | Stuttgart               | Vaihingen-Mitte (Vaihingen)                            | Erschließt auch Teile des Stadtteils Österfeld. | | Fauststraße                                               |
| Fellbach Lutherkirche 48° 48′ 33″ N, 9° 16′ 36″ O                       | U1 · U16                                 | 19. Apr. 1986 *                      | Oberirdisch                                   | 40 m (ab 2026: 80 m)                                                             | Fellbach                |                                                        | Östlicher Endpunkt der U1. | Lutherkirche, Rathaus | Fellbach                                                  |
| Feuerbach Bahnhof 48° 48′ 49″ N, 9° 10′ 6″ O                            | U6 · U13 · U16                           | 3. Nov. 1990 *                       | Oberirdisch                                   | 80 m                                                                             | Stuttgart               | Bahnhof Feuerbach (Feuerbach)                          | Erschließt auch den Stadtteil Feuerbach-Ost, ein überwiegendes Gewerbegebiet, auf der anderen Bahnhofsseite. Hier besteht die Umsteigemöglichkeit zu den S-Bahnlinien S4–S6, S60. | Historisches Empfangsgebäude, Hochbunker, Tiefbunker, Maria-Himmelfahrt-Kirche | Feuerbach Bahnhof                                         |
| Feuerbach Pfostenwäldle (AWO) 48° 48′ 44″ N, 9° 8′ 8″ O                 | U6 · U13 · U16                           | 3. Nov. 1990 *                       | Oberirdisch                                   | 80 m                                                                             | Stuttgart               | Lemberg/Förich (Feuerbach)                             | Endpunkt der Linie U13. | | Pfostenwäldle                                             |
| Flughafen/Messe 48° 41′ 30″ N, 9° 11′ 27″ O                             | U6                                       | 11. Dez. 2021                        | Einschnitt                                    | 80 m (Gleis 1) 120 m (Gleis 2)                                                   | Leinfelden-Echterdingen | Echterdingen                                           | Südlicher Endpunkt der U6. Westlich der Haltestelle befindet sich im Tunnel ein Abstellgleis. Umsteigemöglichkeit zu den S-Bahnlinien S2 und S3. | Messe Stuttgart, Flughafen Stuttgart, Busbahnhof mit Fern- und Regionalbussen. | Flughafen/Messe                                           |
| Föhrich 48° 48′ 36″ N, 9° 9′ 0″ O                                       | U6 · U13 · U16                           | 3. Nov. 1990                         | Tunnelportal                                  | 80 m (bis 1997: 40 m + 40 m tief)                                                | Stuttgart               | Lemberg/Föhrich (Feuerbach)                            | Ist an drei Seiten vom Stadtteil Feuerbach-Mitte umschlossen. Ehemals Feuerbach Krankenhaus, da sich über der Haltestelle, die ins Tunnelportal übergeht, die Chirurgische Klinik Feuerbach befand. | | Förich                                                    |
| Freiberg 48° 50′ 39″ N, 9° 12′ 38″ O                                    | U7                                       | 3. Nov. 1990 *                       | Oberirdisch                                   | 80 m (bis 2010: 40 m)                                                            | Stuttgart               | Freiberg (Mühlhausen)                                  | Im äußersten Nordosten des Stadtteils und ehemaliger Endpunkt. | Unteres Feuerbachtal | Freiberg                                                  |
| Freibergstraße 48° 49′ 27″ N, 9° 13′ 19″ O                              | U14                                      | 12. Juli 1986 *                      | Oberirdisch                                   | 40 m                                                                             | Stuttgart               | Münster (Münster)                                      | Liegt direkt am Neckar. | | Freibergstraße                                            |
| Friedrichswahl 48° 49′ 22″ N, 9° 10′ 22″ O                              | U7 · U15                                 | 3. Nov. 1990 *                       | Oberirdisch                                   | 80 m (bis 2008: 40 m + 40 m tief)                                                | Stuttgart               | Zuffenhausen-Hohenstein (Zuffenhausen)                 | Erschließt auch die Stadtteile Zuffenhausen-Mönchsberg und Feuerbach-Ost. | | Friedrichswahl                                            |
| Fürfelder Straße 48° 49′ 56″ N, 9° 11′ 31″ O                            | U7                                       | 3. Nov. 1990 *                       | Oberirdisch                                   | 80 m (bis 2010: 40 m)                                                            | Stuttgart               | Rot (Zuffenhausen)                                     | | | Fürfelder Straße                                          |
| Gaisburg 48° 47′ 2″ N, 9° 12′ 57″ O                                     | U4                                       | 24. Sep. 1994 *                      | Oberirdisch                                   | 40 m                                                                             | Stuttgart               | Gaisburg (Ost)                                         | | Klingenbachtal, Herz-Jesu-Kirche | Gaisburg                                                  |
| Gerlingen 48° 48′ 1″ N, 9° 3′ 50″ O                                     | U6                                       | 31. Mai 1997                         | Tunnelportal                                  | 80 m                                                                             | Gerlingen               |                                                        | Nördlicher Endpunkt der U6. | | Gerlingen                                                 |
| Gerlingen Siedlung 48° 48′ 5″ N, 9° 4′ 22″ O                            | U6                                       | 3. Okt. 1993                         | Tunnelrampe                                   | 80 m                                                                             | Gerlingen               |                                                        | Westlich der Haltestelle schließt direkt der 555 m lange Tunnel unterhalb von Gerlingen an, zur dortigen Endhaltestelle. | | Gerlingen Siedlung                                        |
| Geroksruhe 48° 45′ 58″ N, 9° 12′ 4″ O                                   | U15                                      | 8. Dez. 2007                         | Oberirdisch                                   | 40 m                                                                             | Stuttgart               | Bopser (Süd)                                           | Die Haltestelle wird an drei Seiten von den Stadtteilen Gänsheide, Gablenberg und Frauenkopf (alle Bezirk Ost) umschlossen. | Merz-Schule | Geroksruhe                                                |
| Giebel 48° 48′ 9″ N, 9° 5′ 16″ O                                        | U6 · U16                                 | 26. Sep. 1992 *                      | Oberirdisch                                   | 80 m (Durchgangsgleise) 40 m (Kopfgleis)                                         | Stuttgart               | Giebel (Weilimdorf)                                    | Dreigleisiger Endpunkt der U16 zu den Hauptlastzeiten. | | Giebel                                                    |
| Glockenstraße (Mahle) 48° 48′ 29″ N, 9° 12′ 15″ O                       | U13 · U16                                | 13. Sep. 1997 *                      | Oberirdisch                                   | 40 m                                                                             | Stuttgart               | Pragstraße (Bad Cannstatt)                             | Ehemals Eckardt, nach dem dort ansässigen Hersteller für Messgeräte. Erschließt auch die Neckarvorstadt. | Wilhelma, Mahle | Glockenstraße                                             |
| Gnesener Straße 48° 48′ 45″ N, 9° 13′ 43″ O                             | U2 · U19                                 | 22. Juni 2002 *                      | Oberirdisch                                   | 40 m                                                                             | Stuttgart               | Schmidener Vorstadt (Bad Cannstatt)                    | | | Gnesener Straße                                           |
| Hallschlag 48° 49′ 6″ N, 9° 12′ 16″ O                                   | U12                                      | 14. Sep. 2013                        | Oberirdisch                                   | 80 m                                                                             | Stuttgart               | Hallschlag (Bad Cannstatt)                             | | | Hallschlag                                                |
| Hauptbahnhof Arnulf-Klett-Platz 48° 47′ 1″ N, 9° 10′ 49″ O              | U1 · U5 · U6 · U7 · U9 · U11 · U12 · U15 | 9. Apr. 1976                         | Tunnel                                        | 120 m (bis 2010: 80 m + 40 m tief) (Gleis 1, 3 und 4) 80 m + 40 m tief (Gleis 2) | Stuttgart               | Hauptbahnhof (Mitte)                                   | Viergleisiger U-Bahnhof auf der Ebene -2, mit zwei Seitenbahnsteigen und einem Mittelbahnsteig. Zentraler Umsteigeknoten zum Fern- und Regionalverkehr sowie zu allen S-Bahnlinien. | Hauptbahnhof, Schlossgarten, Carl-Zeiss-Planetarium, Königstraße | Hauptbahnhof Gleise 3 und 4 · Hauptbahnhof Gleise 1 und 2 |
| Hauptfriedhof 48° 49′ 8″ N, 9° 14′ 14″ O                                | U2 · U19                                 | 22. Juni 2002 *                      | Einschnitt                                    | 40 m                                                                             | Stuttgart               | Muckensturm (Bad Cannstatt)                            | Ursprünglich Muckensturm. Nördlich der Haltestelle beginnt der 1100 m lange Tunnel unter dem Hauptfriedhof nach Steinhaldenfeld. | Hauptfriedhof | Hauptfriedhof                                             |
| Hedelfingen 48° 45′ 36″ N, 9° 15′ 15″ O                                 | U9 · U13                                 | 30. Sep. 1989 *                      | Oberirdisch                                   | 80 m                                                                             | Stuttgart               | Hedelfingen (Hedelfingen)                              | Endpunkt der Linien U9 und U13. | | Hedelfingen                                               |
| Heidehofstraße 48° 46′ 44″ N, 9° 11′ 34″ O                              | U15                                      | 8. Dez. 2007                         | Oberirdisch                                   | 40 m                                                                             | Stuttgart               | Diemershalde (Mitte)                                   | Erschließt auch die Stadtteile Uhlandshöhe und Gänsheide (beide Bezirk Ost), an deren Grenze sich die Haltestelle befindet. | Uhlandshöhe, Sternwarte Stuttgart, Wagenburg-Gymnasium | Heidehofstraße                                            |
| Herderplatz 48° 46′ 20″ N, 9° 8′ 29″ O                                  | U2 · U9                                  | 24. Sep. 1994                        | Einschnitt                                    | 80 m                                                                             | Stuttgart               | Kräherwald (West)                                      | Westlich der Haltestelle schließt der 636 m lange Tunnel unter dem Botnanger Sattel an, der als schnelle Verbindung nach Botnang fungiert. | | Herderplatz                                               |
| Heslach Vogelrain 48° 45′ 14″ N, 9° 8′ 18″ O                            | U1 · U14                                 | 19. Apr. 1986 *                      | Oberirdisch                                   | 40 m (Gleis 1) 80 m (Gleis 2 und 3)                                              | Stuttgart               | Südheim (Süd)                                          | Endpunkt der Linie U1. Neben der Haltestelle befindet sich der Stadtbahnbetriebshof Heslach. | | Heslach Vogelrain                                         |
| Heumaden 48° 44′ 17″ N, 9° 14′ 2″ O                                     | U7 · U8 · U15                            | 11. Sep. 1999                        | Oberirdisch                                   | 80 m                                                                             | Stuttgart               | Heumaden (Sillenbuch)                                  | Dreigleisige Haltestelle und Endpunkt der U15 zu Hauptlastzeiten. | | Heumaden                                                  |
| Heumaden Bockelstraße 48° 44′ 23″ N, 9° 13′ 40″ O                       | U7 · U8 · U15                            | 11. Sep. 1999                        | Oberirdisch                                   | 80 m                                                                             | Stuttgart               | Heumaden (Sillenbuch)                                  | | | Heumaden Bockelstraße                                     |
| Heutingsheimer Straße 48° 50′ 33″ N, 9° 9′ 34″ O                        | U15                                      | 10. Dez. 2011                        | Oberirdisch                                   | 40 m                                                                             | Stuttgart               | Stammheim-Süd (Stammheim)                              | | | Heutingsheimer Straße                                     |
| Himmelsleiter 48° 50′ 14″ N, 9° 12′ 6″ O                                | U7                                       | 3. Nov. 1990 *                       | Oberirdisch                                   | 80 m (bis 2010: 40 m)                                                            | Stuttgart               | Freiberg (Mühlhausen)                                  | Ehemalig Himmelsleiter, später Landesversicherungsanstalt. | Deutsche Rentenversicherung, Neubau Hauptverwaltung Stuttgart | Himmelsleiter                                             |
| Hofen 48° 50′ 11″ N, 9° 13′ 20″ O                                       | U12 · U14                                | 12. Juli 1986 *                      | Oberirdisch                                   | 80 m (bis 2017: 40 m)                                                            | Stuttgart               | Hofen (Mühlhausen)                                     | Nordöstlicher Zugang zum Max-Eyth-See | Max-Eyth-See | Hofen                                                     |
| Hohensteinstraße 48° 49′ 37″ N, 9° 10′ 26″ O                            | U7 · U15                                 | 3. Nov. 1990 *                       | Oberirdisch                                   | 80 m (bis 2008: 40 m + 40 m tief)                                                | Stuttgart               | Zuffenhausen-Hohenstein (Zuffenhausen)                 | Erschließt auch den Stadtteil Zuffenhausen-Mönchsberg, der sich östlich der Haltestelle befindet. | | Hohensteinstraße                                          |
| Höhenstraße 48° 48′ 43″ N, 9° 15′ 44″ O                                 | U1 · U16                                 | 19. Apr. 1986 *                      | Oberirdisch                                   | 80 m (bis 2024: 40 m)                                                            | Fellbach                | Lindle                                                 | | | Höhenstraße                                               |
| Hölderlinplatz 48° 46′ 54″ N, 9° 9′ 30″ O                               | U4                                       | 14. Dez. 2002 *                      | Oberirdisch                                   | 40 m                                                                             | Stuttgart               | Rosenberg (West)                                       | Erschließt auch den namensgebenden Stadtteil Hölderlinplatz. Endpunkt der Linie U4. | Arbeitsgericht | Hölderlinplatz                                            |
| Hornbach 48° 51′ 26″ N, 9° 14′ 57″ O                                    | U12                                      | 22. Mai 1999                         | Oberirdisch                                   | 80 m (bis 2017: 40 m)                                                            | Remseck am Neckar       | Aldingen                                               | Ursprünglich Holzbach. Namensgeber ist die Baumarktkette. Neben der Haltestelle befindet sich der Stadtbahnbetriebshof Aldingen. | | Hornbach                                                  |
| Im Degen 48° 46′ 41″ N, 9° 14′ 0″ O                                     | U4 · U9                                  | 30. Sep. 1989 *                      | Oberirdisch                                   | 40 m                                                                             | Stuttgart               | Wangen (Wangen)                                        | | | Im Degen                                                  |
| Inselstraße 48° 46′ 33″ N, 9° 14′ 15″ O                                 | U4 · U9                                  | 30. Sep. 1989 *                      | Oberirdisch                                   | 40 m                                                                             | Stuttgart               | Wangen (Wangen)                                        | Die beiden Hochbahnsteige stehen im 90-Grad-Winkel versetzt zueinander. | | Inselstraße                                               |
| Jurastraße 48° 43′ 44″ N, 9° 7′ 2″ O                                    | U3 · U8                                  | 28. Sep. 1985                        | Brücke                                        | 40 m                                                                             | Stuttgart               | Wallgraben-West (Vaihingen)                            | Erschließt auch die Stadtteile Vaihingen-Mitte und Höhenrand im Bezirk Vaihingen. Auf einer Brücke über den Gleisen der Gäubahn. | | Jurastraße                                                |
| Kaltental 48° 44′ 23″ N, 9° 7′ 48″ O                                    | U14                                      | 19. Apr. 1986 *                      | Oberirdisch                                   | 40 m                                                                             | Stuttgart               | Kaltental (Süd)                                        | | | Kaltental                                                 |
| Karl-Olga-Krankenhaus 48° 47′ 21″ N, 9° 12′ 6″ O                        | U4 · U9                                  | 30. Sep. 1989 *                      | Oberirdisch                                   | 40 m                                                                             | Stuttgart               | Stöckach (Ost)                                         | Befindet sich vor dem Krankenhaus. Erschließt auch Teile des Stadtteils Ostheim. | Karl-Olga-Krankenhaus | Karl-Olga-Krankenhaus                                     |
| Kienbachstraße 48° 47′ 59″ N, 9° 14′ 4″ O                               | U13                                      | 13. Sep. 1997 *                      | Oberirdisch                                   | 40 m                                                                             | Stuttgart               | Winterhalde (Bad Cannstatt)                            | Westlich befindet sich der Stadtteil Seelberg, zu dem es aber keine zumutbare Verbindung für Fußgänger gibt und der dadurch nicht nennenswert erschlossen wird. | | Kienbachstraße                                            |
| Killesberg 48° 47′ 58″ N, 9° 10′ 18″ O                                  | U5                                       | 17. Apr. 1993                        | Tunnel                                        | 120 m                                                                            | Stuttgart               | Killesberg (Nord)                                      | Erschließt auch die Stadtteile Weißenhof und Mönchhalde. | Höhenpark Killesberg, Staatliche Akademie der Bildenden Künste | Killesberg                                                |
| Kirchtalstraße (Volksbank Zuffenhausen) 48° 49′ 56″ N, 9° 10′ 15″ O     | U15                                      | 10. Dez. 2011                        | Tunnel                                        | 40 m                                                                             | Stuttgart               | Zuffenhausen-Mitte (Zuffenhausen)                      | Erschließt den Nordwesten des Stadtteiles Zuffenhausen-Hohenstein. Durch Deckenöffnungen fällt Tageslicht auf den Bahnsteig. | | Kirchtalstraße                                            |
| Korntaler Straße 48° 50′ 48″ N, 9° 9′ 26″ O                             | U15                                      | 10. Dez. 2011                        | Oberirdisch                                   | 40 m                                                                             | Stuttgart               | Stammheim-Süd (Stammheim)                              | Erschließt auch den Stadtteil Stammheim-Mitte. | | Korntaler Straße                                          |
| Kraftwerk Münster 48° 48′ 50″ N, 9° 13′ 3″ O                            | U14                                      | 12. Juli 1986 *                      | Oberirdisch                                   | 40 m                                                                             | Stuttgart               | Neckarvorstadt (Bad Cannstatt)                         | | Kraftwerk Münster, Travertinpark | Kraftwerk Münster                                         |
| Kreuzbrunnen 48° 42′ 54″ N, 9° 16′ 23″ O                                | U7 · U8                                  | 9. Sep. 2000                         | Oberirdisch                                   | 80 m                                                                             | Ostfildern              | Scharnhauser Park                                      | | | Kreuzbrunnen                                              |
| Kursaal 48° 48′ 33″ N, 9° 13′ 21″ O                                     | U2 · U19                                 | 22. Juni 2002 *                      | Oberirdisch                                   | 40 m                                                                             | Stuttgart               | Kurpark (Bad Cannstatt)                                | Befindet sich schräg vor dem Kursaal. | Kursaal, Lautenschlägerbrunnen, Kurpark | Kursaal                                                   |
| Landauer Straße 48° 48′ 53″ N, 9° 7′ 26″ O                              | U6 · U16                                 | 26. Sep. 1992 *                      | Oberirdisch                                   | 80 m                                                                             | Stuttgart               | Weilimdorf (Weilimdorf)                                | Westlich der Haltestelle beginnt der 1114 m lange Tunnel unterhalb des Zentrums von Weilimdorf. | | Landauer Straße                                           |
| Landhaus 48° 43′ 13″ N, 9° 9′ 56″ O                                     | U3                                       | 28. Sep. 1985 *                      | Oberirdisch                                   | 40 m                                                                             | Stuttgart               | Möhringen-Ost (Möhringen)                              | Nördlich der Haltestelle befindet sich der Stadtteil Sternhäule (Bezirk Möhringen). | Pressehaus | Landhaus                                                  |
| Lapp Kabel 48° 43′ 22″ N, 9° 7′ 15″ O                                   | U12                                      | 13. Mai 2016                         | Oberirdisch                                   | 80 m                                                                             | Stuttgart               | Wallgraben-West (Vaihingen)                            | Ursprünglich Heßbrühl. An der Grenze zu Wallgraben-Ost. | | Lapp Kabel                                                |
| Leinfelden Bahnhof 48° 41′ 49″ N, 9° 8′ 34″ O                           | U5                                       | 3. Nov. 1990 *                       | Oberirdisch                                   | 40 m                                                                             | Leinfelden-Echterdingen | Leinfelden                                             | Umsteigemöglichkeit zu den S-Bahnlinien S2 und S3. Bis 2015 befand sich die Stadtbahnendhaltestelle nördlich der heutigen Position, in abweichender Lage. Dies wurde für eine mögliche zukünftige Verlängerung der Strecke nach Echterdingen angepasst. | | Leinfelden                                                |
| Leinfelden Frank 48° 42′ 26″ N, 9° 8′ 35″ O                             | U5                                       | 3. Nov. 1990 *                       | Oberirdisch                                   | 40 m                                                                             | Leinfelden-Echterdingen | Unteraichen                                            | | | Leinfelden Frank                                          |
| Leinfelden Neuer Markt (Euchner) 48° 41′ 37″ N, 9° 8′ 47″ O             | U5                                       | 17. Okt. 2024                        | Oberirdisch                                   | 40 m                                                                             | Leinfelden-Echterdingen | Leinfelden                                             | | |                                                           |
| Lindpaintnerstraße 48° 46′ 26″ N, 9° 8′ 3″ O                            | U2 · U9                                  | 24. Sep. 1994                        | Oberirdisch                                   | 40 m                                                                             | Stuttgart               | Botnang-Ost (Botnang)                                  | Im Bereich des Westportals des 636 m langen Tunnels unter dem Botnanger Sattel. | | Lindpaintnerstraße                                        |
| Löwen-Markt 48° 48′ 49″ N, 9° 6′ 46″ O                                  | U6 · U16                                 | 26. Sep. 1992                        | Tunnel                                        | 80 m + 40 m tief                                                                 | Stuttgart               | Weilimdorf (Weilimdorf)                                | Die Haltestelle in Tieflage ist zu etwa 2/3 nach oben hin geöffnet. | | Löwen-Markt                                               |
| Löwentor (SV SparkassenVersicherung) 48° 48′ 30″ N, 9° 11′ 24″ O        | U12                                      | 14. Sep. 2013                        | Oberirdisch                                   | 80 m                                                                             | Stuttgart               | Birkenäcker (Bad Cannstatt)                            | Grenzt an die Stadtteile Nordbahnhof (Nord) und Pragstraße (Bad Cannstatt). Die Haltestelle befindet sich im Mittelstreifen der Löwentorstraße, 90 Grad versetzt zur gleichnamigen Haltestelle der U13 und U16. | Leibfriedscher Garten, Museum am Löwentor | Löwentor (U12)                                            |
| Löwentor (SV SparkassenVersicherung) 48° 48′ 28″ N, 9° 11′ 18″ O        | U13 · U16                                | 13. Sep. 1997 *                      | Oberirdisch                                   | 40 m                                                                             | Stuttgart               | Birkenäcker (Bad Cannstatt)                            | Grenzt an die Stadtteile Nordbahnhof (Nord) und Pragstraße (Bad Cannstatt). Die Haltestelle befindet sich im Mittelstreifen der Löwentorstraße, 90 Grad versetzt zur gleichnamigen Haltestelle der U12. | Leibfriedscher Garten, Museum am Löwentor | Löwentor (U13, U16)                                       |
| Löwentorbrücke (Diakonie) 48° 48′ 13″ N, 9° 11′ 0″ O                    | U6 · U7 · U15                            | 3. Nov. 1990 *                       | Oberirdisch                                   | 80 m                                                                             | Stuttgart               | Weißenhof (Nord)                                       | Grenzt im Osten an den Stadtteil Nordbahnhof. Ist über den Brünner Steg verbunden mit der S-Bahnhaltestelle Nordbahnhof. | Egelsee, Wartberg | Löwentorbrücke                                            |
| Marienplatz 48° 45′ 52″ N, 9° 10′ 5″ O                                  | U1 · U14                                 | 7. Sep. 1971                         | Tunnel                                        | 80 m                                                                             | Stuttgart               | Karlshöhe (Süd)                                        | Westlicher Endpunkt des 3981 m langen Stadtbahntunnels der Tallängslinien. Grenzt an zwei Seiten an den Stadtteil Lehen (Süd). Umsteigemöglichkeit zur Zahnradbahn | | Marienplatz                                               |
| Max-Eyth-See 48° 49′ 58″ N, 9° 12′ 59″ O                                | U12 · U14                                | 12. Juli 1986 *                      | Oberirdisch                                   | 80 m (bis 2017: 40 m)                                                            | Stuttgart               | Hofen (Mühlhausen)                                     | Hauptzugang zum namensgebenden See. Ehemaligerer Name: Seeblickweg. | Max-Eyth-See | Max-Eyth-See                                              |
| Maybachstraße 48° 48′ 40″ N, 9° 10′ 38″ O                               | U6 · U13 · U16                           | 1. Apr. 1984                         | Tunnel                                        | 80 m + 40 m tief                                                                 | Stuttgart               | Feuerbach-Ost (Feuerbach)                              | Südlich grenzt der Stadtteil Bahnhof Feuerbach an den U-Bahnhof. | Theaterhaus | Maybachstraße                                             |
| Mercedesstraße 48° 48′ 0″ N, 9° 12′ 42″ O                               | U1 · U2 · U11 · U13 · U16                | 19. Apr. 1986 *                      | Brücke                                        | 80 m (bis 2006: 40 m)                                                            | Stuttgart               | Wasen (Bad Cannstatt)                                  | Befindet sich auf der König-Karls-Brücke über dem Neckar. Bei Veranstaltungen auf dem Cannstatter Wasen dient die Haltestelle als nördlicher Zugang. | König-Karls-Brücke, Mineralbad Leuze, Cannstatter Wasen | Mercedesstraße                                            |
| Messe West 48° 41′ 26″ N, 9° 11′ 0″ O                                   | U6                                       | 11. Dez. 2021                        | Oberirdisch                                   | 80 m                                                                             | Leinfelden-Echterdingen | Echterdingen                                           | | Messe Stuttgart | Messe-West                                                |
| Metzstraße (Südwestrundfunk) 48° 47′ 32″ N, 9° 12′ 2″ O                 | U1 · U2 · U11 · U14                      | 19. Apr. 1986 *                      | Oberirdisch                                   | 80 m (bis 2006: 40 m)                                                            | Stuttgart               | Stöckach (Ost)                                         | | Südwestrundfunk | Metzstraße                                                |
| Milchhof (Agentur für Arbeit) 48° 47′ 37″ N, 9° 11′ 24″ O               | U12                                      | 8. Dez. 2007                         | Oberirdisch                                   | 80 m                                                                             | Stuttgart               | Am Pragfriedhof (Nord)                                 | Erschließt auch die Stadtteile Auf der Prag und Am Rosensteinpark (beide Bezirk Nord). Benannt nach der ehemals dort ansässigen Südmilch AG. | Pragfriedhof | Milchhof                                                  |
| Millöckerstraße 48° 46′ 46″ N, 9° 7′ 55″ O                              | U2 · U9                                  | 24. Sep. 1994                        | Oberirdisch                                   | 40 m                                                                             | Stuttgart               | Botnang-Ost (Botnang)                                  | Erschließt auch den Stadtteil Botnang-Nord. | | Millöckerstraße                                           |
| Mineralbäder (Naturkundemuseum) 48° 47′ 49″ N, 9° 12′ 20″ O             | U1 · U2 · U11 · U14                      | 19. Apr. 1986 *                      | Oberirdisch                                   | 80 m (bis 2006: 40 m) (Mittelbahnsteig) 40 m + 40 m tief (Seitenbahnsteig)       | Stuttgart               | Berg (Ost)                                             | | Mineralbad Berg, Berger Kirche, Unterer Schlossgarten, Mineralbad Leuze | Mineralbäder                                              |
| Mittnachtstraße 48° 47′ 52″ N, 9° 11′ 25″ O                             | U12                                      | 8. Dez. 2007                         | Oberirdisch                                   | 80 m                                                                             | Stuttgart               | Nordbahnhof (Nord)                                     | Im Osten grenzt der Stadtteil Auf der Prag (Bezirk Nord) an die Haltestelle. | Gedenkstätte am Nordbahnhof | Mittnachtstraße                                           |
| Möhringen Bahnhof 48° 43′ 50″ N, 9° 8′ 48″ O                            | U3 · U5 · U6 · U8 · U12                  | 28. Sep. 1985 *                      | Oberirdisch                                   | 80 m (Gleis 1, 2 und 3) 40 m (Gleis 4)                                           | Stuttgart               | Möhringen-Mitte (Möhringen)                            | Im Norden grenzt der Stadtteil Möhringen-Nord an die Haltestelle. Viergleisiger Verzweigungsbahnhof. | | Möhringen Bahnhof                                         |
| Möhringen Freibad 48° 43′ 1″ N, 9° 8′ 29″ O                             | U5 · U6                                  | 3. Nov. 1990 *                       | Oberirdisch                                   | 80 m                                                                             | Stuttgart               | Möhringen-Süd (Möhringen)                              | Im unmittelbaren Bereich der Haltestelle befindet sich lediglich das namensgebende Freibad. | | Möhringen Freibad                                         |
| Mönchfeld 48° 50′ 40″ N, 9° 13′ 5″ O                                    | U7                                       | 10. Dez. 2005                        | Oberirdisch                                   | 80 m (bis 2010: 40 m)                                                            | Stuttgart               | Mönchfeld (Mühlhausen)                                 | Nördlicher Endpunkt der U7. | Unteres Feuerbachtal | Mönchfeld                                                 |
| Mühle 48° 51′ 41″ N, 9° 15′ 13″ O                                       | U12                                      | 22. Mai 1999                         | Oberirdisch                                   | 80 m (bis 2017: 40 m)                                                            | Remseck am Neckar       | Aldingen                                               | | | Mühle                                                     |
| Mühlhausen 48° 50′ 29″ N, 9° 13′ 50″ O                                  | U12 · U14                                | 12. Juli 1986 *                      | Oberirdisch                                   | 80 m (bis 2017: 40 m) (Durchgangsgleise) 40 m (Kopfgleis)                        | Stuttgart               | Mühlhausen (Mühlhausen)                                | Östlicher Endpunkt der Linie U14. Dreigleisig mit einem Mittel- und einem Seitenbahnsteig (seit 2017). | | Mühlhausen                                                |
| Mühlsteg 48° 48′ 35″ N, 9° 12′ 56″ O                                    | U14                                      | 12. Juli 1986 *                      | Oberirdisch                                   | 40 m                                                                             | Stuttgart               | Neckarvorstadt (Bad Cannstatt)                         | Am gleichnamigen Steg über den Neckar. | | Mühlsteg                                                  |
| Münster Rathaus 48° 49′ 16″ N, 9° 13′ 36″ O                             | U14                                      | 12. Juli 1986 *                      | Oberirdisch                                   | 40 m                                                                             | Stuttgart               | Münster (Münster)                                      | | | Münster Rathaus                                           |
| Münster Viadukt 48° 49′ 0″ N, 9° 13′ 20″ O                              | U14                                      | 12. Juli 1986 *                      | Oberirdisch                                   | 40 m                                                                             | Stuttgart               | Münster (Münster)                                      | Südwestlich führt der namensgebende Viadukt über die Trasse | Eisenbahnviadukt Stuttgart-Münster | Münster Viadukt                                           |
| Neckargröningen Remseck 48° 52′ 25″ N, 9° 16′ 15″ O                     | U12                                      | 22. Mai 1999                         | Oberirdisch                                   | 80 m                                                                             | Remseck am Neckar       | Neckargröningen                                        | Östlicher Endpunkt der Linie U12. | | Remseck-Neckargröningen                                   |
| NeckarPark (Stadion) 48° 47′ 37″ N, 9° 13′ 31″ O                        | U11 · U19                                | 13. Aug. 1993                        | Oberirdisch                                   | 80 m                                                                             | Stuttgart               | Wasen (Bad Cannstatt)                                  | Ehemals Daimler-Stadion (Schleyer-Halle). Südlicher Endpunkt der Linien U11 (bei Veranstaltungen) und U19. | Neckarpark, Hanns-Martin-Schleyer-Halle, Carl Benz Center, Porsche-Arena, MHPArena, Stadion Festwiese | NeckarPark                                                |
| Neckartor 48° 47′ 10″ N, 9° 11′ 24″ O                                   | U1 · U2 · U4 · U9 · U11 · U14            | 9. Mai 1972                          | Tunnel                                        | 80 m + 40 m tief                                                                 | Stuttgart               | Kernerviertel (Mitte)                                  | | Amtsgericht, Schlossgarten | Neckartor                                                 |
| Nellingen Ostfildern 48° 42′ 57″ N, 9° 17′ 45″ O                        | U7 · U8                                  | 9. Sep. 2000                         | Oberirdisch                                   | 80 m                                                                             | Ostfildern              | Nellingen                                              | Südlicher Endpunkt der Linie U7. | | Ostfildern-Nellingen                                      |
| Neugereut 48° 49′ 55″ N, 9° 14′ 11″ O                                   | U2 · U19                                 | 16. Juli 2005                        | Oberirdisch                                   | 80 m                                                                             | Stuttgart               | Neugereut (Mühlhausen)                                 | Östlicher Endpunkt der Linien U2 und U19. | | Neugereut                                                 |
| Nordbahnhof (Lotto Baden-Württemberg) 48° 48′ 11″ N, 9° 11′ 23″ O       | U12                                      | 8. Dez. 2007                         | Oberirdisch                                   | 80 m                                                                             | Stuttgart               | Nordbahnhof (Nord)                                     | Die Haltestelle befindet sich unter einer Bahnbrücke. Umsteigemöglichkeit zu den S-Bahnlinien S4–S6, S60. | Museum am Löwentor, Landesgesundheitsamt | Nordbahnhof                                               |
| Nürnberger Straße 48° 48′ 25″ N, 9° 14′ 11″ O                           | U1 · U16                                 | 19. Apr. 1986 *                      | Oberirdisch                                   | 80 m (bis 2024: 40 m)                                                            | Stuttgart               | Espan (Bad Cannstatt)                                  | Grenzt an den Stadtteil Im Geiger. | Haltepunkt Stuttgart Nürnberger Straße | Nürnberger Straße                                         |
| Obere Ziegelei 48° 48′ 55″ N, 9° 14′ 7″ O                               | U2 · U19                                 | 22. Juni 2002 *                      | Oberirdisch                                   | 40 m                                                                             | Stuttgart               | Schmidener Vorstadt und Muckensturm (Bad Cannstatt)    | | | Obere Ziegelei                                            |
| Olgaeck 48° 46′ 26″ N, 9° 11′ 10″ O                                     | U5 · U6 · U7 · U12 · U15                 | 3. Nov. 1990 *                       | Oberirdisch                                   | 80 m (bis 2008: 40 m + 40 m tief)                                                | Stuttgart               | Heusteigviertel (Mitte)                                | Erschließt auch die Stadtteile Diemershalde, Oberer Schlossgarten und Rathaus (alle Bezirk Mitte). Nordwestlich der Haltestelle beginnt der Innenstadttunnel der Talquerlinien. | | Olgaeck                                                   |
| Ostendplatz 48° 47′ 12″ N, 9° 12′ 28″ O                                 | U4                                       | 24. Sep. 1994 *                      | Oberirdisch                                   | 40 m                                                                             | Stuttgart               | Ostheim (Ost)                                          | | | Ostendplatz                                               |
| Österreichischer Platz (WGV-Versicherungen) 48° 46′ 12″ N, 9° 10′ 32″ O | U1 · U14                                 | 7. Sep. 1971                         | Tunnel                                        | 80 m                                                                             | Stuttgart               | Rathaus (Mitte)                                        | Erschließt auch die Stadtteile Heusteigviertel (Mitte) und Karlshöhe (Süd). | Das Gerber | Österreichischer Platz                                    |
| Ostheim (Leo-Vetter-Bad) 48° 47′ 6″ N, 9° 12′ 40″ O                     | U4                                       | 24. Sep. 1994 *                      | Oberirdisch                                   | 40 m                                                                             | Stuttgart               | Ostheim (Ost)                                          | Ehemals Tal-/Landhausstraße. | | Ostheim Leo-Vetter-Bad                                    |
| Parksiedlung 48° 43′ 28″ N, 9° 16′ 18″ O                                | U7 · U8                                  | 9. Sep. 2000                         | Einschnitt                                    | 80 m                                                                             | Ostfildern              | Scharnhauser Park                                      | | | Parksiedlung                                              |
| Payerstraße 48° 46′ 11″ N, 9° 11′ 45″ O                                 | U15                                      | 8. Dez. 2007                         | Oberirdisch                                   | 40 m                                                                             | Stuttgart               | Gänsheide (Ost)                                        | | Villa Reitzenstein | Payerstraße                                               |
| Peregrinastraße 48° 44′ 38″ N, 9° 9′ 33″ O                              | U5 · U6 · U8 · U12                       | 3. Nov. 1990 *                       | Brücke, Oberirdisch                           | 80 m                                                                             | Stuttgart               | Sonnenberg (Möhringen)                                 | | Neuer Friedhof Degerloch | Peregrinastraße                                           |
| Plieningen (Universität Hohenheim) 48° 42′ 37″ N, 9° 12′ 6″ O           | U3                                       | 28. Sep. 1985 *                      | Oberirdisch                                   | 80 m                                                                             | Stuttgart               | Plieningen (Plieningen)                                | Erschließt auch die Stadtteile Hohenheim und Steckfeld. Östlicher Endpunkt der Linie U3. | Universität Hohenheim, Bezirksrathaus Plieningen-Birkach | Plieningen                                                |
| Plieninger Straße 48° 43′ 27″ N, 9° 9′ 24″ O                            | U3                                       | 28. Sep. 1985 *                      | Oberirdisch                                   | 40 m                                                                             | Stuttgart               | Möhringen-Ost (Möhringen)                              | | | Plieninger Straße                                         |
| Pragfriedhof 48° 47′ 54″ N, 9° 10′ 57″ O                                | U5 · U6 · U7 · U15                       | 3. Nov. 1990 *                       | Oberirdisch                                   | 80 m                                                                             | Stuttgart               | Am Pragfriedhof, Heilbronner Straße, Mönchhalde (Nord) | Im Mittelstreifen der Heilbronner Straße auf der Gemarkung von drei Stadtteilen im Bezirk Nord. Nördlich gibt es ein Abstellgleis zwischen den zwei Richtungsgleisen. Ehemals Eckartshaldenweg (Pragfriedhof) | Pragfriedhof, Wagenhallen, Georgskirche, Pragschule | Eckartshaldenweg                                          |
| Pragfriedhof 48° 47′ 37″ N, 9° 11′ 3″ O                                 |                                          | 8. Dez. 2007                         | Oberirdisch                                   | 40 m                                                                             | Stuttgart               | Am Pragfriedhof (Nord)                                 | Mit Inbetriebnahme der Neubaustrecke der U12 durch das Europaviertel am 9. Dezember 2017 wurde diese Haltestelle aufgelassen. | | Pragfriedhof                                              |
| Pragsattel 48° 48′ 35″ N, 9° 10′ 59″ O                                  | U6 · U7 · U13 · U15 · U16                | 10. Juli 1990                        | Einschnitt                                    | 80 m (bis 2008: 40 m + 40 m tief)                                                | Stuttgart               | Weißenhof (Nord)                                       | Die Haltestelle ist einem offenen Trog, zu beiden Seiten schließen direkt Tunnel an. Sie verfügt über einen Mittel- und zwei Seitenbahnsteige (Spanische Lösung). | Leibfriedscher Garten | Pragsattel                                                |
| Raitelsberg 48° 47′ 20″ N, 9° 12′ 44″ O                                 | U9                                       | 30. Sep. 1989 *                      | Oberirdisch                                   | 40 m                                                                             | Stuttgart               | Ostheim (Ost)                                          | Erschließt auch Teile des Stadtteils Gaisburg (Bezirk Ost). | | Raitelsberg                                               |
| Rastatter Straße 48° 48′ 37″ N, 9° 6′ 29″ O                             | U6 · U16                                 | 26. Sep. 1992                        | Tunnelrampe                                   | 80 m                                                                             | Stuttgart               | Weilimdorf (Weilimdorf)                                | Kreuzungsfreie Haltestelle im Bereich der Tunnelrampe des 1114 m langen Stadtbahntunnels unterhalb von Weilimdorf. | | Rastatter Straße                                          |
| Rathaus 48° 46′ 26″ N, 9° 10′ 48″ O                                     | U2 · U4 · U11 · U14                      | 7. Sep. 1971                         | Tunnel                                        | 120 m (Gleis 1 und 2) 80 m (Gleis 3)                                             | Stuttgart               | Rathaus (Mitte)                                        | Dreigleisiger U-Bahnhof mit einem Seiten- und einem Mittelbahnsteig. | Rathaus, Marktplatz, Leonhardskirche | Rathaus                                                   |
| Riedsee 48° 44′ 0″ N, 9° 9′ 2″ O                                        | U5 · U6 · U8 · U12                       | 3. Nov. 1990 *                       | Oberirdisch                                   | 80 m                                                                             | Stuttgart               | Möhringen-Nord (Möhringen)                             | Ehemals Parksiedlung. | Riedsee | Riedsee                                                   |
| Riethmüllerhaus 48° 48′ 50″ N, 9° 12′ 14″ O                             | U12                                      | 14. Sep. 2013                        | Oberirdisch                                   | 80 m                                                                             | Stuttgart               | Hallschlag (Bad Cannstatt)                             | Erschließt auch die Stadtteile Birkenäcker und Altenburg (beide Bezirk Bad Cannstatt). | Steigfriedhof | Riethmüllerhaus                                           |
| Rohrer Weg 48° 43′ 20″ N, 9° 8′ 12″ O                                   | U5 · U6                                  | 3. Nov. 1990 *                       | Oberirdisch                                   | 80 m                                                                             | Stuttgart               | Möhringen-Süd (Möhringen)                              | Nördlich der Haltestelle gibt es einen Abzweig zum SSB-Zentrum. | | Rohrer Weg                                                |
| Rosenberg-/Seidenstraße (Diakonie-Klinikum) 48° 46′ 55″ N, 9° 9′ 54″ O  | U4                                       | 14. Dez. 2002 *                      | Oberirdisch                                   | 40 m                                                                             | Stuttgart               | Rosenberg (West)                                       | Östlich der Haltestelle wird der Stadtteil Universität (Bezirk Mitte) erschlossen. | Hoppenlaufriedhof, Diakonie-Klinikum | Rosenberg-/Seidenstraße                                   |
| Rosensteinbrücke 48° 48′ 21″ N, 9° 12′ 35″ O                            | U13 · U16                                | 13. Sep. 1997 *                      | Oberirdisch                                   | 40 m                                                                             | Stuttgart               | Neckarvorstadt (Bad Cannstatt)                         | Die Haltestelle der U13 und U16 befindet sich im Mittelstreifen der Pragstraße, 90 Grad versetzt zur Haltestelle der U14. | Wilhelma, Wilhelma-Theater, Rosensteinbrücke | Rosensteinbrücke (U13, U16)                               |
| Rosensteinbrücke 48° 48′ 21″ N, 9° 12′ 40″ O                            | U14                                      | 12. Juli 1986 *                      | Oberirdisch                                   | 40 m                                                                             | Stuttgart               | Neckarvorstadt (Bad Cannstatt)                         | Die Haltestelle der U14 befindet sich in der Neckartalstraße, 90 Grad versetzt zur Haltestelle der U13 und U16. | Wilhelma, Wilhelma-Theater, Rosensteinbrücke | Rosensteinbrücke (U14)                                    |
| Rosensteinpark 48° 48′ 25″ N, 9° 11′ 41″ O                              | U13 · U16                                | 13. Sep. 1997 *                      | Oberirdisch                                   | 40 m                                                                             | Stuttgart               | Pragstraße (Bad Cannstatt)                             | Durch den Rosensteintunnel wurde die Haltestelle versetzt. Seit Mai 2019 wird die neue Haltestelle bedient. Ehemaliger Name: Fortuna. | Rosensteinpark | Rosensteinpark                                            |
| Rotebühlplatz (Stadtmitte) 48° 46′ 29″ N, 9° 10′ 20″ O                  | U1 · U2 · U4 · U11                       | 31. Okt. 1983                        | Tunnel                                        | 120 m                                                                            | Stuttgart               | Rathaus (Mitte)                                        | Erschließt den Stadtteil Neue Vorstadt (Bezirk Mitte). Unterirdischer Umstieg zur S-Bahn. Anschluss an mehrere Buslinien. Ehemals Rotebühlplatz (Stadtmitte) und Rotebühlplatz (Das Gerber). | Das Gerber, Geografischer Mittelpunkt Stuttgarts | Rotebühlplatz Stadtmitte                                  |
| Ruhbank (Fernsehturm) 48° 45′ 12″ N, 9° 11′ 42″ O                       | U7 · U8                                  | 23. Mai 1998                         | Einschnitt                                    | 80 m                                                                             | Stuttgart               | Sillenbuch (Sillenbuch)                                | Im Westen grenzt die kreuzungsfreie Haltestelle an den Stadtteil Waldau (Bezirk Degerloch), wo sich auch der Fernsehturm befindet. Nördlich schließt direkt der Tunnel Waldau an die Haltestelle an. | Fernsehturm | Ruhbank (Fernsehturm)                                     |
| Ruhbank (Fernsehturm) 48° 45′ 12″ N, 9° 11′ 43″ O                       | U15                                      | 8. Dez. 2007                         | Oberirdisch                                   | 40 m                                                                             | Stuttgart               | Sillenbuch (Sillenbuch)                                | Südlicher Endpunkt der Linie U15 zu Schwachlastzeiten. Grenzt an den Stadtteil Waldau (Bezirk Degerloch), wo sich auch der Fernsehturm befindet. Die Haltestelle der U15 befindet sich leicht schräg über der im Einschnitt liegenden Haltestelle der Linien U7 und U8. | Fernsehturm | Ruhbank (Fernsehturm) U15                                 |
| Ruit 48° 43′ 52″ N, 9° 15′ 13″ O                                        | U7 · U8                                  | 9. Sep. 2000                         | Tunnel                                        | 80 m                                                                             | Ostfildern              | Ruit                                                   | Der Bahnsteigbereich ist zu einem großen Teil nach oben hin offen, die Gleisbereiche jedoch nicht. | Friedhof Ruit | Ostfildern-Ruit                                           |
| Russische Kirche 48° 47′ 4″ N, 9° 9′ 41″ O                              | U4                                       | 14. Dez. 2002 *                      | Oberirdisch                                   | 40 m                                                                             | Stuttgart               | Relenberg (Nord)                                       | Der Stadtteil Hölderlinplatz (Bezirk West) wird ebenfalls erschlossen. | St. Nikolaus-Kathedrale | Russische Kirche                                          |
| Salamanderweg 48° 48′ 10″ N, 9° 5′ 36″ O                                | U6 · U16                                 | 26. Sep. 1992 *                      | Oberirdisch                                   | 80 m                                                                             | Stuttgart               | Giebel (Weilimdorf)                                    | Südlich der Haltestelle wird der Stadtteil Bergheim (Bezirk Weilimdorf) erschlossen. | | Salamanderweg                                             |
| Salzäcker 48° 43′ 18″ N, 9° 9′ 43″ O                                    | U3                                       | 28. Sep. 1985 *                      | Oberirdisch                                   | 40 m                                                                             | Stuttgart               | Möhringen-Ost (Möhringen)                              | Nördlich der Haltestelle wird der Stadtteil Sternhäule (Bezirk Möhringen) erschlossen, wo sich auch das SI-Centrum befindet. | SI-Centrum | Salzäcker                                                 |
| Salzwiesenstraße 48° 50′ 11″ N, 9° 9′ 46″ O                             | U15                                      | 10. Dez. 2011                        | Tunnelrampe                                   | 40 m                                                                             | Stuttgart               | Zuffenhausen-Schützenbühl (Zuffenhausen)               | Haltestelle im Bereich der nördlichen Tunnelrampe des 1070 m langen Tunnels unter dem Zentrum von Zuffenhausen. Erschließt den Stadtteil Zuffenhausen-Frauensteg. | | Salzwiesenstraße                                          |
| Scharnhauser Park 48° 43′ 14″ N, 9° 16′ 21″ O                           | U7 · U8                                  | 9. Sep. 2000                         | Oberirdisch                                   | 80 m                                                                             | Ostfildern              | Scharnhauser Park                                      | | | Scharnhauser Park                                         |
| Schelmenwasen 48° 42′ 28″ N, 9° 10′ 13″ O                               | U6                                       | 11. Dez. 2010                        | Oberirdisch                                   | 80 m                                                                             | Stuttgart               | Fasanenhof-Ost (Möhringen)                             | Liegt in einem reinen Gewerbegebiet. | | Fasanenhof Schelmenwasen                                  |
| Schemppstraße 48° 44′ 29″ N, 9° 13′ 7″ O                                | U7 · U8 · U15                            | 11. Sep. 1999                        | Einschnitt                                    | 80 m                                                                             | Stuttgart               | Sillenbuch (Sillenbuch)                                | Haltestelle im Bereich der südlichen Tunnelrampe des 1006 m langen Tunnels unter dem Zentrum von Sillenbuch. Südlich der Haltestelle wird der Stadtteil Riedenberg (Bezirk Sillenbuch) erschlossen. | Ostfilderfriedhof | Schemppstraße                                             |
| Schlachthof 48° 47′ 14″ N, 9° 13′ 3″ O                                  | U9                                       | 30. Sep. 1989 *                      | Oberirdisch                                   | 40 m                                                                             | Stuttgart               | Gaisburg (Ost)                                         | | | Schlachthof                                               |
| Schloss-/Johannesstraße 48° 46′ 35″ N, 9° 9′ 45″ O                      | U2 · U9                                  | 30. Sep. 1989 *                      | Oberirdisch                                   | 40 m                                                                             | Stuttgart               | Rosenberg (West)                                       | Im Süden grenzt die Haltestelle an den Stadtteil Feuersee (Bezirk West). | | Schloss-/Johannesstraße                                   |
| Schlossplatz 48° 46′ 44″ N, 9° 10′ 44″ O                                | U5 · U6 · U7 · U12 · U15                 | 20. Nov. 1978                        | Tunnel                                        | 80 m + 40 m tief                                                                 | Stuttgart               | Neue Vorstadt und Oberer Schlossgarten (Mitte)         | Auch die Stadtteile Rathaus und Hauptbahnhof (beide Bezirk Mitte) werden erschlossen. | Königsbau, Jubiläumssäule, Altes Schloss, Neues Schloss, Domkirche, Königstraße, Kunstmuseum, Kunstgebäude, Schillerplatz, Fruchtkasten, Alte Kanzlei, Stiftskirche, Prinzenbau, Staatstheater, Karlsplatz           | Schlossplatz                                              |
| Schlotterbeckstraße 48° 47′ 3″ N, 9° 14′ 56″ O                          | U13                                      | 13. Sep. 1997 *                      | Oberirdisch                                   | 40 m                                                                             | Stuttgart               | Untertürkheim (Untertürkheim)                          | | | Schlotterbeckstraße                                       |
| Schozacher Straße 48° 49′ 49″ N, 9° 11′ 6″ O                            | U7                                       | 3. Nov. 1990 *                       | Oberirdisch                                   | 80 m (bis 2010: 40 m)                                                            | Stuttgart               | Zuffenhausen-Mönchsberg (Zuffenhausen)                 | Auch der Stadtteil Rot (Bezirk Zuffenhausen) wird erschlossen. | Romeo und Julia | Schozacher Straße                                         |
| Schwab-/Bebelstraße 48° 46′ 30″ N, 9° 9′ 19″ O                          | U2 · U9                                  | 30. Sep. 1989 *                      | Oberirdisch                                   | 40 m                                                                             | Stuttgart               | Vogelsang (West)                                       | | Schwabschule, Elisabethenkirche | Schwab-/Bebelstraße                                       |
| Schwabenlandhalle 48° 48′ 32″ N, 9° 16′ 14″ O                           | U1 · U16                                 | 19. Apr. 1986 *                      | Oberirdisch                                   | 80 m (bis 2023: 40 m)                                                            | Fellbach                |                                                        | | Schwabenlandhalle, F3 Fellbach | Schwabenlandhalle                                         |
| Sieglestraße 48° 48′ 57″ N, 9° 10′ 39″ O                                | U7 · U15                                 | 3. Nov. 1990 *                       | Oberirdisch                                   | 80 m (bis 2008: 40 m + 40 m tief)                                                | Stuttgart               | Feuerbach-Ost (Feuerbach)                              | | | Sieglestraße                                              |
| Sigmaringer Straße 48° 43′ 43″ N, 9° 9′ 12″ O                           | U3                                       | 28. Sep. 1985 *                      | Oberirdisch                                   | 40 m                                                                             | Stuttgart               | Möhringen-Ost (Möhringen)                              | Südwestlich grenzt der Stadtteil Möhringen-Mitte an die Haltestelle. | | Sigmaringer Straße                                        |
| Silberwald 48° 44′ 53″ N, 9° 12′ 28″ O                                  | U7 · U8 · U15                            | 11. Sep. 1999                        | Tunnelrampe                                   | 80 m                                                                             | Stuttgart               | Sillenbuch (Sillenbuch)                                | Kreuzungsfreie Haltestelle im Bereich der nördlichen Tunnelrampe des 1006 m langen Tunnels unter dem Zentrum von Sillenbuch. | | Silberwald                                                |
| Sillenbuch 48° 44′ 40″ N, 9° 12′ 47″ O                                  | U7 · U8 · U15                            | 11. Sep. 1999                        | Tunnel                                        | 120 m                                                                            | Stuttgart               | Sillenbuch (Sillenbuch)                                | Durch einen Schlitz in der Tunneldecke fällt Tageslicht auf den Bahnsteig. | | Sillenbuch                                                |
| Sonnenberg 48° 44′ 28″ N, 9° 9′ 13″ O                                   | U5 · U6 · U8 · U12                       | 3. Nov. 1990 *                       | Oberirdisch                                   | 80 m                                                                             | Stuttgart               | Sonnenberg (Möhringen)                                 | | Neuer Friedhof Degerloch | Sonnenberg                                                |
| Sportpark Feuerbach 48° 48′ 35″ N, 9° 8′ 32″ O                          | U6 · U13 · U16                           | 3. Nov. 1990 *                       | Oberirdisch                                   | 80 m                                                                             | Stuttgart               | Lemberg/Förich (Feuerbach)                             | Im Westen grenzt die Haltestelle an den Stadtteil Hohe Warte (Bezirk Feuerbach), wo sich auch die Sportanlagen befinden. | | Sportpark Feuerbach                                       |
| SSB-Zentrum 48° 43′ 37″ N, 9° 7′ 49″ O                                  | U3 · U8 · U12                            | 28. Sep. 1985 *                      | Oberirdisch                                   | 80 m                                                                             | Stuttgart               | Möhringen-Mitte (Möhringen)                            | Grenzt an den Stadtteil Wallgraben-Ost (Bezirk Möhringen), wo sich die Zentrale der SSB AG befindet. | | SSB-Zentrum                                               |
| Staatsgalerie 48° 46′ 57″ N, 9° 11′ 14″ O                               | U1 · U2 · U4 · U9 · U11 · U14            | 9. Mai 1972 (alt) 12. September 2020 | Tunnel (alt), oberirdisch, Tunnelportal (neu) | 60 m + 40 m tief (Gleis 1 und 2; alt) 40 m (Gleis 3; alt) 80 m (neu)             | Stuttgart               | Kernerviertel (Mitte)                                  | Die alte Station wurde am 7. September 2020 geschlossen und anschließend abgerissen, die neue Station ging am 12. September 2020 in Betrieb. | Staatsgalerie, Schlossgarten, Carl-Zeiss-Planetarium | Staatsgalerie                                             |
| Stadionstraße 48° 41′ 41″ N, 9° 10′ 29″ O                               | U6                                       | 11. Dez. 2021                        | Oberirdisch                                   | 80 m                                                                             | Leinfelden-Echterdingen | Echterdingen                                           | | |                                                           |
| Stadtbibliothek (Handwerkskammer) 48° 47′ 26″ N, 9° 10′ 52″ O           | U5 · U6 · U7 · U15                       | 28. Feb. 1977                        | Tunnel                                        | 120 m (bis 2017: 80 m + 40 m tief)                                               | Stuttgart               | Heilbronner Straße (Nord)                              | Ehemals Türlenstraße (Bürgerhospital). Die unterirdische Haltestelle war nach Osten seitlich geöffnet. Mit dem Bau des „Milaneo“ wurden 2/3 der Lücke geschlossen. Mit künftigen Bauten wird die verbleibende Lücke geschlossen. Erschließt das Europaviertel (Bezirk Mitte). | Stadtbibliothek, Qingyin-Garten, Erlöserkirche, ehem. Postdörfle, Europaviertel | Stadtbibliothek                                           |
| Stadtwerke Stuttgart (Bürocampus Wangen) 48° 46′ 1″ N, 9° 14′ 57″ O     | U9 · U13                                 | 30. Sep. 1989 *                      | Oberirdisch                                   | 40 m                                                                             | Stuttgart               | Wangen (Wangen)                                        | Ehemals Kodak und Hedelfinger Straße (Bürocampus Wangen). | | Hedelfinger Straße                                        |
| Stafflenbergstraße (Klinik Charlottenhaus) 48° 46′ 32″ N, 9° 11′ 31″ O  | U15                                      | 8. Dez. 2007                         | Oberirdisch                                   | 40 m                                                                             | Stuttgart               | Gänsheide (Ost)                                        | Im Westen grenzt die Haltestelle an den Stadtteil Diemershalde (Bezirk Mitte). | Kanonenhäusle, Robert-Bosch-Haus | Stafflenbergstraße                                        |
| Stammheim 48° 51′ 0″ N, 9° 9′ 23″ O                                     | U15                                      | 10. Dez. 2011                        | Oberirdisch                                   | 40 m                                                                             | Stuttgart               | Stammheim-Mitte (Stammheim)                            | Nördlicher Endpunkt der Linie U15. | Justizvollzugsanstalt, Schloss Stammheim | Stammheim                                                 |
| Steinhaldenfeld 48° 49′ 42″ N, 9° 13′ 54″ O                             | U2 · U19                                 | 16. Juli 2005                        | Tunnelrampe                                   | 40 m                                                                             | Stuttgart               | Steinhaldenfeld (Bad Cannstatt)                        | Haltestelle im Bereich der Nordrampe des 1100 m langen Tunnels unter dem Hauptfriedhof. | Uhrenmuseum im Hochbunker | Steinhaldenfeld                                           |
| Stelle 48° 45′ 40″ N, 9° 11′ 59″ O                                      | U15                                      | 8. Dez. 2007                         | Oberirdisch                                   | 40 m                                                                             | Stuttgart               | Bopser (Süd)                                           | Im unmittelbaren Umfeld der Haltestelle gibt es keine Bebauung. Hauptsächlich dient sie zum Umstieg in den Bus nach Frauenkopf (Bezirk Ost), den Stadtteil an den die Haltestelle auch grenzt. | Fernmeldeturm | Stelle                                                    |
| Stöckach 48° 47′ 21″ N, 9° 11′ 43″ O                                    | U1 · U2 · U4 · U9 · U11 · U14            | 19. Apr. 1986 *                      | Oberirdisch                                   | 80 m (bis 2006: 40 m)                                                            | Stuttgart               | Stöckach (Ost)                                         | Westlich der Haltestelle beginnt der 3981 m lange Stadtbahntunnel der Tallängslinien durch die Innenstadt. | Zeppelingymnasium, Nikolauskirche | Stöckach                                                  |
| Südheimer Platz 48° 45′ 24″ N, 9° 8′ 37″ O                              | U1 · U14                                 | 19. Apr. 1986 *                      | Oberirdisch                                   | 40 m (ab 2026: 80 m)                                                             | Stuttgart               | Südheim (Süd)                                          | Umsteigemöglichkeit zur Talstation der Standseilbahn zum Waldfriedhof. | Kolonie Südheim, Haus der Schützengilde, Standseilbahn | Südheimer Platz                                           |
| Suttnerstraße 48° 50′ 26″ N, 9° 12′ 24″ O                               | U7                                       | 3. Nov. 1990 *                       | Oberirdisch                                   | 80 m (bis 2010: 40 m)                                                            | Stuttgart               | Freiberg (Mühlhausen)                                  | | | Suttnerstraße                                             |
| Tapachstraße 48° 50′ 2″ N, 9° 11′ 44″ O                                 | U7                                       | 3. Nov. 1990 *                       | Oberirdisch                                   | 80 m (bis 2010: 40 m)                                                            | Stuttgart               | Rot (Zuffenhausen)                                     | | | Tapachstraße                                              |
| Technische Akademie 48° 42′ 55″ N, 9° 17′ 23″ O                         | U7 · U8                                  | 9. Sep. 2000                         | Oberirdisch                                   | 80 m                                                                             | Ostfildern              | Nellingen                                              | | | Technische Akademie                                       |
| Uff-Kirchhof 48° 48′ 18″ N, 9° 13′ 33″ O                                | U1 · U13 · U16                           | 19. Apr. 1986 *                      | Oberirdisch                                   | 80 m (bis 2024: 40 m)                                                            | Stuttgart               | Kurpark (Bad Cannstatt)                                | Im Süden grenzt die Haltestelle an den Stadtteil Seelberg (Bezirk Bad Cannstatt), wo sich auch der namensgebende Kirchhof befindet. | Uff-Kirchhof, Kurpark, Daimlerturm, Gottlieb-Daimler-Gedächtnisstätte | Uff-Kirchhof                                              |
| Unteraichen 48° 42′ 13″ N, 9° 8′ 36″ O                                  | U5                                       | 3. Nov. 1990 *                       | Oberirdisch                                   | 40 m + 40 m tief                                                                 | Leinfelden-Echterdingen | Unteraichen                                            | | | Unteraichen                                               |
| Untertürkheim Bahnhof 48° 46′ 45″ N, 9° 15′ 0″ O                        | U4                                       | 24. Sep. 1994 *                      | Oberirdisch                                   | 40 m                                                                             | Stuttgart               | Lindenschulviertel (Untertürkheim)                     | Erschließt die Stadtteile Untertürkheim und Benzviertel. Umstieg zur S-Bahnlinie S1 und zur Regionalbahn nach Kornwestheim (R11). | | Untertürkheim Bahnhof (U4)                                |
| Untertürkheim Bahnhof 48° 46′ 49″ N, 9° 14′ 57″ O                       | U13                                      | 13. Sep. 1997 *                      | Oberirdisch                                   | 40 m                                                                             | Stuttgart               | Lindenschulviertel (Untertürkheim)                     | Erschließt die Stadtteile Untertürkheim und Benzviertel. Umstieg zur S-Bahnlinie S1 und zur Regionalbahn nach Kornwestheim (R11). Nördlich der Haltestelle der U13 schließt der 114 m lange Arlbergdurchlass, unter den Gleisen der DB, an. | Inselbad, Inselkraftwerk, Historischer Ortskern | Untertürkheim Bahnhof (U13)                               |
| Vaihingen Bahnhof 48° 43′ 35″ N, 9° 6′ 43″ O                            | U3 · U8 · U14                            | 19. Apr. 1986 *                      | Oberirdisch                                   | 80 m                                                                             | Stuttgart               | Rosental und Wallgraben-West (Vaihingen)               | Auch der Stadtteil Vaihingen-Mitte wird erschlossen. Zudem besteht hier die Umsteigemöglichkeit zu den S-Bahnlinien S1–S3. | | Vaihingen Bahnhof                                         |
| Vaihingen Schillerplatz 48° 43′ 48″ N, 9° 6′ 47″ O                      | U14                                      | 19. Apr. 1986 *                      | Oberirdisch                                   | 40 m                                                                             | Stuttgart               | Vaihingen-Mitte (Vaihingen)                            | Befand sich bei Eröffnung südlich der Straßenkreuzung, ca. 2008 zum Bau der Hochbahnsteige an den heutigen Standort nördlich der Kreuzung verlegt. | | Vaihingen Schillerplatz                                   |
| Vaihingen Viadukt 48° 44′ 0″ N, 9° 7′ 8″ O                              | U14                                      | 19. Apr. 1986 *                      | Oberirdisch                                   | 40 m                                                                             | Stuttgart               | Vaihingen-Mitte (Vaihingen)                            | Die Haltestelle grenzt an die Stadtteile Österfeld und Höhenrand (beide Bezirk Vaihingen), die aber beide hoch über der Haltestelle liegen. | Nesenbachviadukt | Vaihingen Viadukt                                         |
| Vaihinger Straße 48° 43′ 40″ N, 9° 8′ 21″ O                             | U3 · U5 · U6 · U8 · U12                  | 28. Sep. 1985 *                      | Einschnitt                                    | 80 m                                                                             | Stuttgart               | Möhringen-Mitte (Möhringen)                            | Die Kreuzungsfreie Haltestelle befindet sich unterhalb einer Straßenbrücke. | Züblin-Gebäudekomplex | Vaihinger Straße                                          |
| Vogelsang 48° 46′ 29″ N, 9° 8′ 45″ O                                    | U2 · U9                                  | 30. Sep. 1989 *                      | Oberirdisch                                   | 40 m                                                                             | Stuttgart               | Vogelsang (West)                                       | An 3 Seiten umschlossen vom Stadtteil Kräherwald (Bezirk West). Endpunkt der Linie U9 zu Schwachlastzeiten. Westlich der Haltestelle befindet sich eine Abstellanlage. | Paul-Gerhardt-Hof | Vogelsang                                                 |
| Wagrainäcker 48° 49′ 47″ N, 9° 12′ 44″ O                                | U12 · U14                                | 12. Juli 1986 *                      | Oberirdisch                                   | 80 m (bis 2017: 40 m)                                                            | Stuttgart               | Hofen (Mühlhausen)                                     | Dient als südöstlicher Zugang zum Max-Eyth-See. Ehemaliger Name: Max-Eyth-See. | Max-Eyth-See | Wagrainäcker                                              |
| Waldau 48° 45′ 6″ N, 9° 11′ 21″ O                                       | U7 · U8                                  | 23. Mai 1998                         | Einschnitt                                    | 80 m                                                                             | Stuttgart               | Waldau (Degerloch)                                     | Die Haltestelle liegt in Tieflage zwischen 2 Tunneln, ist nach oben hin und nach Süden zur Seite hin geöffnet und von einer markanten Dachkonstruktion überspannt. Ehemals Waldau (Gazi-Stadion). | Eiswelt Stuttgart, Waldaustadion, SSB-Waldheim, Wasserturm | Waldau                                                    |
| Waldeck 48° 44′ 41″ N, 9° 8′ 4″ O                                       | U14                                      | 19. Apr. 1986 *                      | Oberirdisch                                   | 40 m                                                                             | Stuttgart               | Kaltental (Süd)                                        | | | Waldeck                                                   |
| Wallgraben 48° 43′ 37″ N, 9° 7′ 31″ O                                   | U3 · U8 · U12                            | 13. Mai 2016                         | Oberirdisch                                   | 80 m                                                                             | Stuttgart               | Höhenrand (Vaihingen) und Wallgraben-Ost (Möhringen).  | Die Haltestelle wurde auf der anderen Seite der Kreuzung neu gebaut. | | Wallgraben                                                |
| Wangen Marktplatz 48° 46′ 18″ N, 9° 14′ 43″ O                           | U9 · U13                                 | 30. Sep. 1989 *                      | Oberirdisch                                   | 40 m                                                                             | Stuttgart               | Wangen (Wangen)                                        | | Bezirksamt, Historischer Ortskern | Wangen Marktplatz                                         |
| Wangener-/Landhausstraße 48° 46′ 56″ N, 9° 13′ 21″ O                    | U4                                       | 24. Sep. 1994 *                      | Oberirdisch                                   | 40 m                                                                             | Stuttgart               | Gaisburg (Ost)                                         | Die Haltestelle befindet sich oberhalb jener der U9. | | Wangener-/Landhausstraße (U4)                             |
| Wangener-/Landhausstraße 48° 46′ 57″ N, 9° 13′ 22″ O                    | U9                                       | 30. Sep. 1989 *                      | Oberirdisch                                   | 40 m                                                                             | Stuttgart               | Gaisburg (Ost)                                         | Die Haltestelle befindet sich unterhalb jener der U4. | | Wangener-/Landhausstraße (U9)                             |
| Wasenstraße 48° 46′ 34″ N, 9° 14′ 34″ O                                 | U4 · U9                                  | 24. Sep. 1994 *                      | Oberirdisch                                   | 40 m                                                                             | Stuttgart               | Wangen (Wangen)                                        | Die Haltestelle befindet sich an der Ecke Inselstraße/Untertürkheimer Brücke. Hier hält Stadtauswärts die U4 und Stadteinwärts die U4 und U9. | | Wasenstraße (U4/U9)                                       |
| Wasenstraße 48° 46′ 32″ N, 9° 14′ 41″ O                                 | U9 · U13                                 | 30. Sep. 1989 *                      | Oberirdisch                                   | 40 m                                                                             | Stuttgart               | Wangen (Wangen)                                        | Die Haltestelle befindet sich an der Ecke Wasenstraße/Untertürkheimer Brücke. Hier hält Stadtauswärts die U9 und U13 und Stadteinwärts die U13. | | Wasenstraße (U9/U13)                                      |
| Weinsteige 48° 45′ 18″ N, 9° 10′ 29″ O                                  | U5 · U6 · U8 · U12                       | 3. Nov. 1990                         | Tunnelportal                                  | 80 m                                                                             | Stuttgart               | Bopser (Süd)                                           | Haltestelle im Bereich des östlichen Tunnelportals des 1139 m langen Tunnels unter Degerloch. Grenzt an die Stadtteile Weinsteige (Bezirk Süd), sowie Haigst und Degerloch (beide Bezirk Degerloch). Umstieg zur Zahnradbahnhaltestelle Haigst, wo sich eine Aussicht auf das Stadtzentrum bietet. | Schillerlinde, Etzeldenkmal, Haigstkirche, Zahnradbahn | Weinsteige                                                |
| Wilhelma 48° 48′ 14″ N, 9° 12′ 29″ O                                    | U13 · U14 · U16                          | 12. Juli 1986 * (alt) 28. Juli 2016  | Oberirdisch                                   | 40 m                                                                             | Stuttgart               | Neckarvorstadt (Bad Cannstatt)                         | Seit 2016 befindet sich die Haltestelle nun direkt vor dem Haupteingang. Zuvor lag sie auf Höhe des Busparkplatzes der Wilhelma (siehe auch Abschnitt „U14-Wilhelma“ im Artikel „Stadtbahn Stuttgart“). | Wilhelma, Museum Schloss Rosenstein, Wilhelma-Theater | Wilhelma                                                  |
| Wilhelm-Geiger-Platz 48° 48′ 42″ N, 9° 9′ 32″ O                         | U6 · U13 · U16                           | 3. Nov. 1990                         | Tunnel                                        | 80 m + 40 m tief                                                                 | Stuttgart               | Feuerbach-Mitte (Feuerbach)                            | Die Haltestelle ist etwa zur Hälfte nach oben hin offen. | Bezirksrathaus Feuerbach, Stadtbad, Festhalle | Wilhelm-Geiger-Platz                                      |
| Wimpfener Straße 48° 50′ 18″ N, 9° 9′ 40″ O                             | U15                                      | 10. Dez. 2011                        | Oberirdisch                                   | 40 m                                                                             | Stuttgart               | Zuffenhausen-Schützenbühl (Zuffenhausen)               | Erschließt auch den Stadtteil Zuffenhausen-Frauensteg. | | Wimpfener Straße                                          |
| Wolfbusch 48° 48′ 27″ N, 9° 6′ 19″ O                                    | U6 · U16                                 | 26. Sep. 1992 *                      | Oberirdisch                                   | 80 m                                                                             | Stuttgart               | Wolfbusch (Weilimdorf)                                 | | Siedlungen Wolfbusch und Seelach | Wolfbusch                                                 |
| Zinsholz 48° 43′ 35″ N, 9° 15′ 43″ O                                    | U7 · U8                                  | 9. Sep. 2000                         | Einschnitt                                    | 80 m                                                                             | Ostfildern              | Ruit                                                   | Nördlich an die Haltestelle schließt der 932 m lange Tunnel unter Ostfildern-Ruit an. | | Zinsholz                                                  |
| Zuffenhausen Kelterplatz 48° 49′ 47″ N, 9° 10′ 34″ O                    | U7                                       | 3. Nov. 1990 *                       | Oberirdisch                                   | 80 m (bis 2010: 40 m) + 40 m tief (Gleis 2))                                     | Stuttgart               | Zuffenhausen-Mönchsberg (Zuffenhausen)                 | Erschließt auch die Stadtteile Zuffenhausen-Mitte und Zuffenhausen-Hohenstein. Direkte Umsteigemöglichkeit über die naheliegende Haltestelle Zuffenhausen Rathaus zur Linie U15. | Bezirksrathaus Zuffenhausen | Zuffenhausen Kelterplatz                                  |
| Zuffenhausen Rathaus 48° 49′ 51″ N, 9° 10′ 29″ O                        | U15                                      | 10. Dez. 2011                        | Tunnelrampe                                   | 40 m                                                                             | Stuttgart               | Zuffenhausen-Hohenstein (Zuffenhausen)                 | Im Bereich der Östlichen Rampe des 1070 m langen Tunnels unter dem Zentrum von Zuffenhausen. Erschließt die Stadtteile Zuffenhausen-Mitte und Zuffenhausen-Mönchsberg. Die einstige Straßenbahnhaltestelle gleichen Namens befand sich zwei Straßenecken weiter nördlich in der Unterländer Straße. Von der heutigen Position aus besteht Umsteigemöglichkeit über die naheliegende Haltestelle Zuffenhausen Kelterplatz zur Linie U7 und Buslinie 52. | Pauluskirche, Bezirksrathaus Zuffenhausen | Zuffenhausen Rathaus                                      |
| Züricher Straße 48° 48′ 37″ N, 9° 11′ 59″ O                             | U12                                      | 14. Sep. 2013                        | Oberirdisch                                   | 80 m                                                                             | Stuttgart               | Pragstraße (Bad Cannstatt)                             | Hauptsächlich erschließt die Haltestelle die Stadtteile Birkenäcker und Altenburg (beide Bezirk Bad Cannstatt). | | Züricher Straße                                           |